# Comuna Podilkî, Lîpova Dolîna
Podilkî (în ucraineană Поділки) este o comună în raionul Lîpova Dolîna, regiunea Sumî, Ucraina, formată din satele Kolomiițeva Dolîna, Podilkî (reședința), Potopîha, Velîka Luka și Vesela Dolîna.

## Demografie
Componența lingvistică a comunei Podilkî
     Ucraineană (97%)
     Rusă (3%)
Conform recensământului din 2001, majoritatea populației comunei Podilkî era vorbitoare de ucraineană (97%), existând în minoritate și vorbitori de rusă (3%).